# Lunds domkyrka
Lunds domkyrka är en kyrkobyggnad söder om Lundagård i centrala Lund. Den är domkyrka i Lunds stift och församlingskyrka i Lunds domkyrkoförsamling inom Svenska kyrkan.
Lunds domkyrka grundlades på sent 1000-tal eller tidigt 1100-tal. Den är byggd i sandsten som en treskeppig basilika i romansk stil, med ett markerat tvärskepp och ett halvrunt kor. Kryptan invigdes 1123 och är en av de äldsta bevarade delarna. Hela kyrkan togs i bruk 1145 och helgades åt Sankt Laurentius.  
Lund blev biskopssäte på 1000-talet, och kyrkan uppfördes för att fungera som stiftets domkyrka. Från 1103 eller 1104 bar stiftets ledare titeln ärkebiskop, och var för en kortare tid ärkebiskop för hela Norden. Efter att Danmark förlorade Skåne till Sverige i Freden i Roskilde 1658, blev Lund ett ordinarie stift inom Svenska kyrkan lett av en biskop.
Sedan 2014 är Johan Tyrberg biskop i Lunds stift; Niclas Blåder är domprost i domkyrkoförsamlingen sedan 2022. Kyrkan används för Lunds universitets doktorspromotioner och dess astronomiska ur från 1400-talet är en av kyrkans främsta sevärdheter.

## Byggnaden

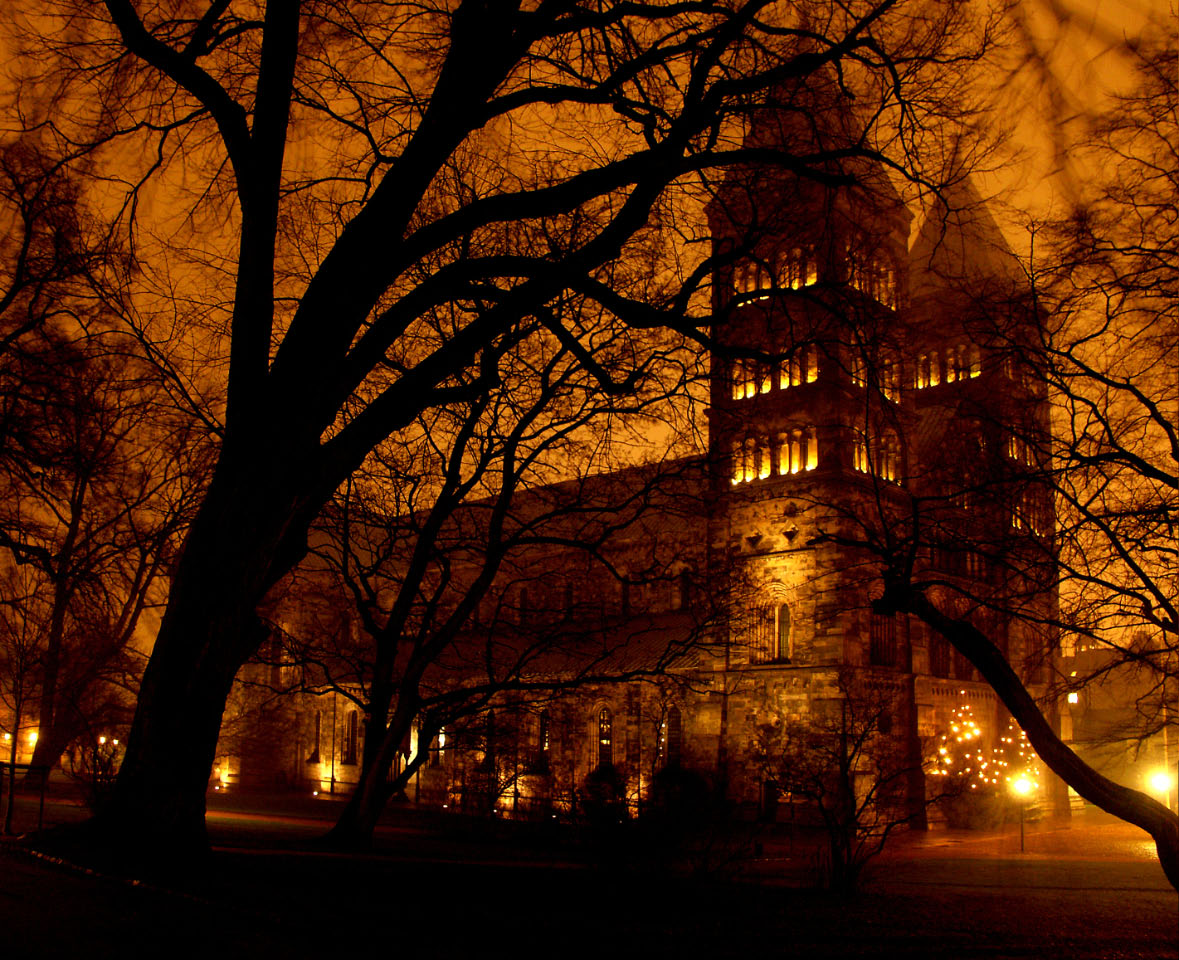
Ljusen i tornen lyser från första advent till trettondagen.

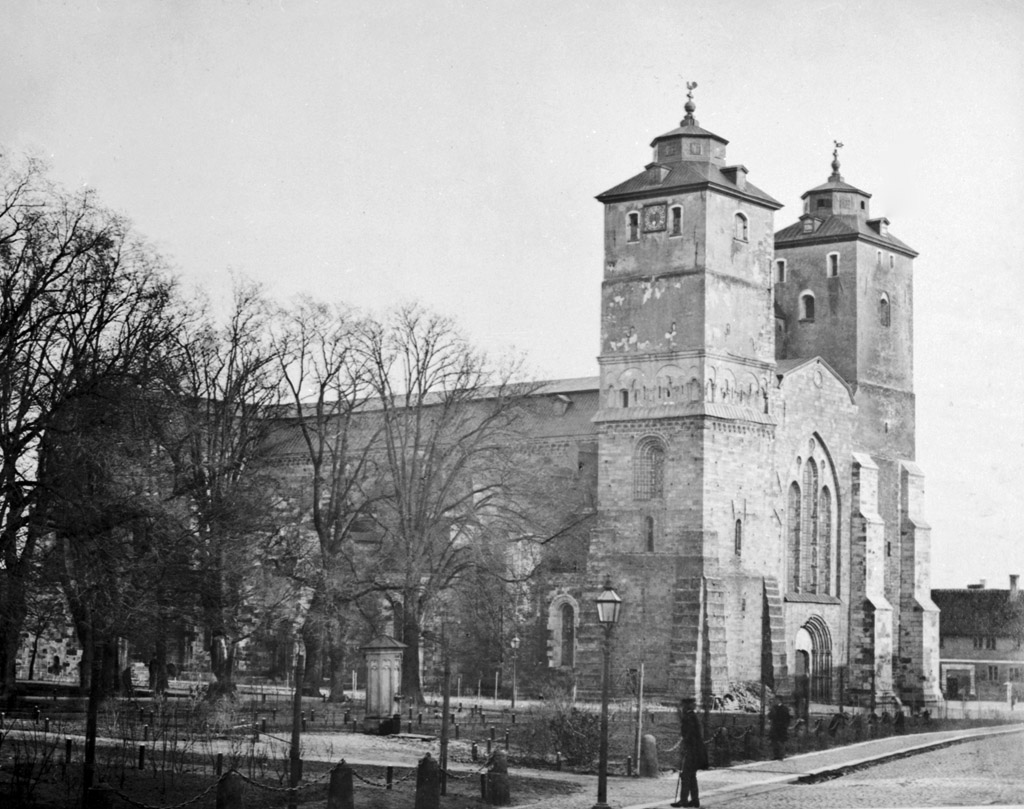
Lunds domkyrka under 1860-talet, innan tornen revs.

Domkyrkan byggdes i romansk stil av stenhuggare från Rhen och Italien. Till en början användes helsingborgssandsten, men större delen av kyrkan är uppförd i höörsandsten. Lunds domkyrka anses vara Nordens främsta efterföljare till kejsardomen i Speyer.
Det är oklart när domkyrkobygget påbörjades. I kung Knut den heliges gåvobrev, daterat till 21 maj 1085, talas om en domkyrka byggd under 1080-talet. Mycket tyder dock på att detta rör sig om en tidigare kyrka, och att den nuvarande domkyrkan började byggas under tidigt 1100-tal, efter det att Lund blivit ärkebiskopssäte för Norden. Kryptans högaltare invigdes 1123. Hela kyrkan kunde tas i bruk den 1 september 1145, då högaltaret i koret invigdes. Domkyrkan är helgad åt Sankt Laurentius.
År 1234 härjade en omfattande brand kyrkan. När kyrkan byggdes upp igen tillkom en ny lektoriemur, nya valv och ny fasad i väst. Under samma århundrade införskaffas två bronsstoder som idag finns i mittskeppet. Under 1300-talet tillkom officiantsstolen, korstolarna och altarskåpet (1398). Det astronomiska uret kom till ungefär år 1380.

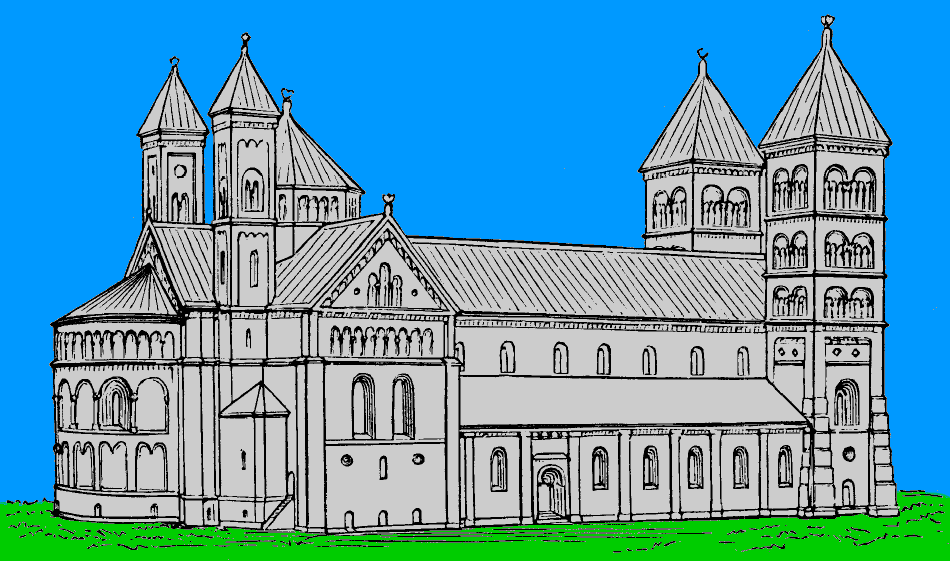
År 1863 kom Zettervall med detta förslag till ombyggnad av domkyrkan. När det skulle färdigställas uteblev dock två småtorn i hörnet mellan tvärskeppet och koret samt ett större torn över mittkvadraten.

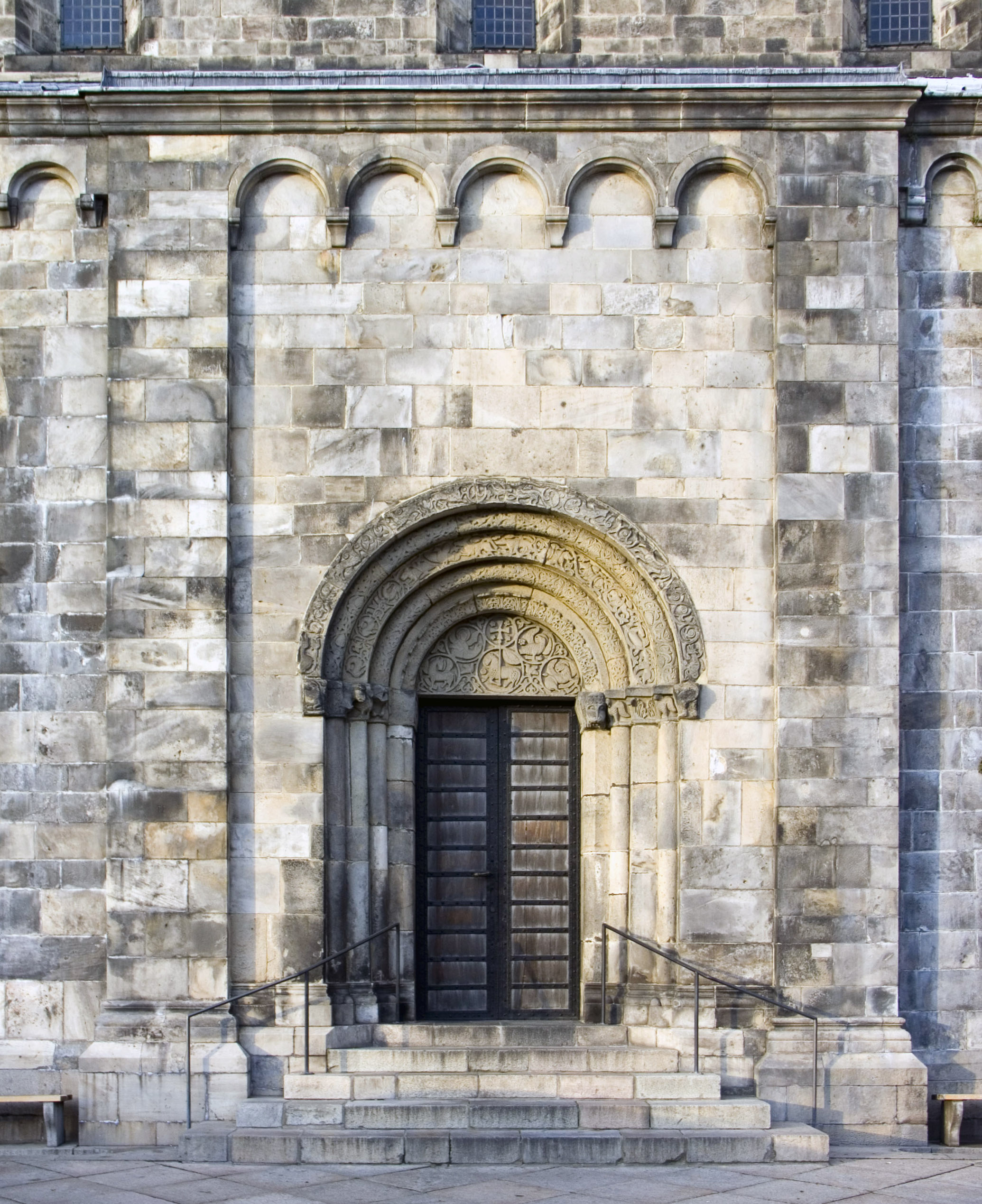
Det södra sidoskeppets portal och kvadermurverk av Höörsandsten från 1100-talet.

Mellan åren 1510 och 1527 restaurerades kyrkan av Adam van Düren. Från denna tid märks bland annat tillbyggnaden av den norra korsflygeln, strävpelare med strävbågar, påbyggnad av tornen och ett brunnskar i kryptan. Predikstolen uppfördes 1592.
Lunds universitet invigdes den 28 januari 1668 i domkyrkan. Kyrkan utgjorde universitetets huvudsakliga undervisnings- och sammanträdeslokal fram till dess att lärosätet i slutet av 1600-talet erhöll Kungshuset som sin första egna byggnad.
Åren 1759–1778 utfördes stora restaureringsarbeten på domkyrkan. Omfattande yttre fasadpartier fick ny sandstensbeklädnad.
År 1779 var kyrkans absid i så dåligt skick att den höll på att störta ner. Kaptenen vid fortifikationen Hans Christian Dehn tillkallades, men hans förslag innebar att absiden skulle totalförstöras och ersättas med en rak korvägg. Landshövdingen och biskopen förkastade därför planen. I stället beslöt man att montera ner hela absiden och absidvalvet, för att återuppbygga dem på nytt. Arbetet genomfördes 1780–1785. Alla ornamentstenar numrerades för att kunna återmonteras på sina rätta platser; all annan sten ersattes eller höggs om vid nedmonteringen. Enligt Carl Georg Brunius gjordes ett flertal avvikelser från originalet vid återuppbyggnaden. Kung Gustaf III besökte kyrkan 1785 och fann då kryptan i svårt förfall; han beordrade att också denna skulle iordningställas.
År 1812 revs S:t Dionysius kapell och Peder Lykkes kapell strax väster respektive nordväst om koret. Det förstnämnda kapellet var från 1330-talet, det senare färdigställdes 1425. 
År 1833 påbörjades genomgripande förändringsarbeten av domkyrkan. Under ledning av Brunius pågick arbetet under tre decennier. Fram till 1836 koncentrerade man sig i huvudsak på förändring av interiörerna. Orgeln från 1626 togs bort, altaret från 1577 monterades ned och de medeltida korstolarna flyttades. En bred stentrappa uppfördes mellan långhuset och koret. Åtskilliga innermurar i tvärskeppet och koret försågs med ny sandstensbeklädnad. Gravstenar togs upp och släta kalkstensgolv lades in i deras ställe.
Åren 1845–1846 genomgick kryptan en omfattande restaurering. Med ett speciellt uppfunnet hävverktyg lyckades man korrigera de svåra sättningarna i väggar och valv. Successivt togs samtliga pelare ned så att grunderna kunde förbättras, innan pelarna sattes tillbaka igen.
Vid den fortsatta ombyggnaden av domkyrkan fick Carl Georg Brunius förnyat förtroende som byggnadsledare. Han efterträddes senare av Helgo Zettervall. De viktigaste förändringarna som dessa två genomförde var en omfattande förnyelse av hela västpartiet. De medeltida tornen revs och ersattes av nya spetsigare torn. Avsikten var att domkyrkan skulle få en mer konsekvent, idealiserad, romansk stil.

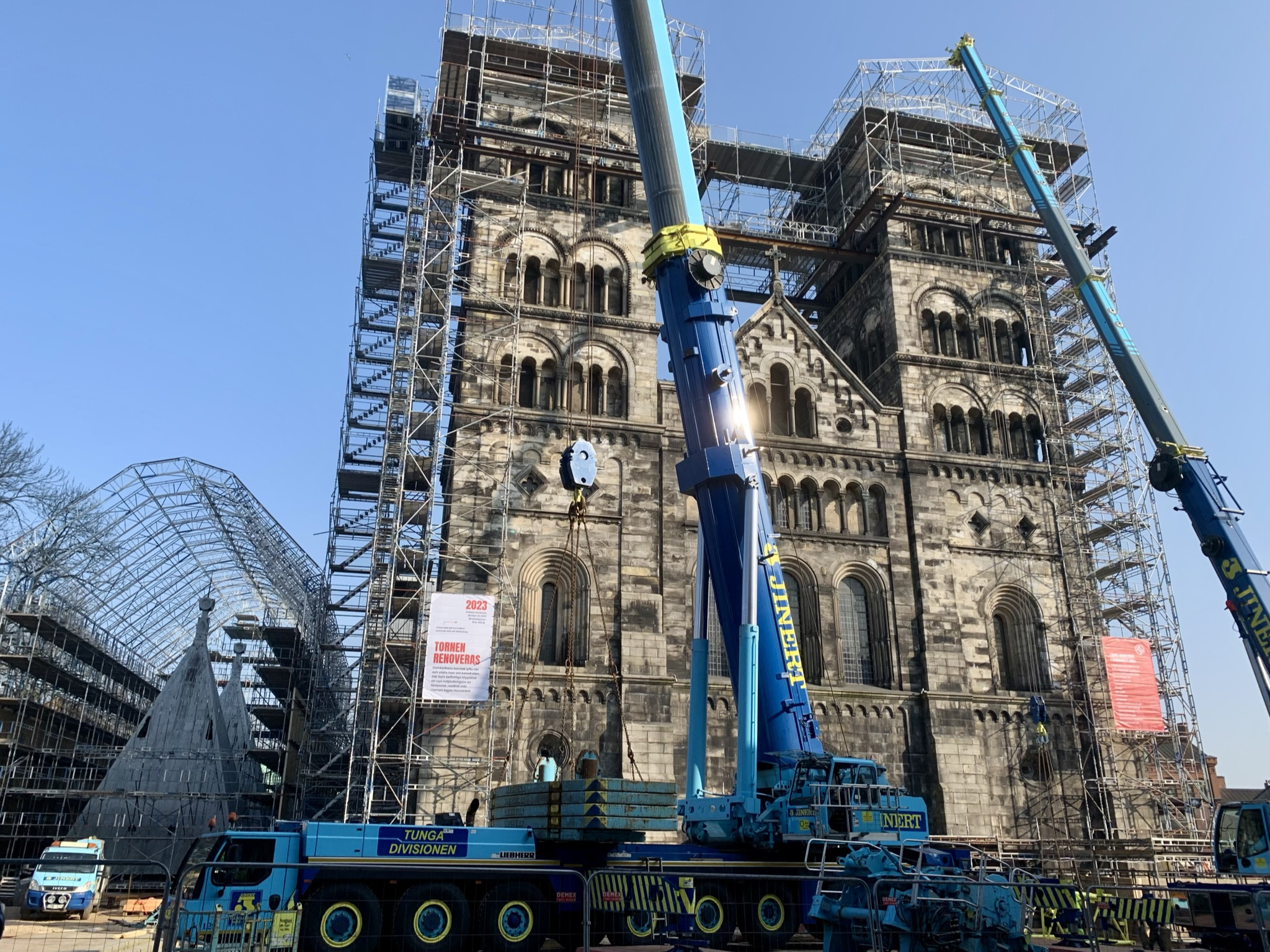
Domkyrkan med torntaken bortplockade för renovering, 2022. Torntaken kan ses på marken till vänster i bild.

2022 lyftes tornspirorna från 1860-talet av från domkyrkan för renovering, då taken av bly skulle ersättas med rostfri plåt med beläggning av tenn. Den 6 mars 2023 lyftes de båda renoverade torntaken på plats.

## Tornen
Domkyrkans torn, ibland kallade "Lunna pågar", är 55 meter höga. De tillkom vid Helgo Zettervalls omfattande restaurering, då man helt nedrev de medeltida tornen. Tornen, med sina pyramidformade tak, utgör ett kännemärke i Lunds stadssiluett och är tydligt synliga från slätten vida kring. Den äldsta kyrkklockan göts 1513. Tornen är inte öppna för allmänheten.

### Kyrkklockor
I domkyrkans torn hänger totalt fem kyrkklockor och ett klockspel. Klockornas toner är h0-diss1-fiss1-a1-(ciss2). 
Tidigare hade Domkyrkan sex klockor, två i dåvarande östra och fyra i dåvarande norra tornet. I det östra tornet hängde Knutsklockan och den s. k. Prästeklockan. I det norra tornet hängde Storklockan, andraklockan (nu ersatt av ny klocka kallad mellanklockan), tredjeklockan som kallades Sju-klockan (idag borttagen) samt minstaklockan (idag ersatt med klockspelet). Detta var beskrivet år 1775 då en avvägning av den omgjutna Stora klockan skulle göras den 3 maj 1775. Sedan har östra tornets två klockor flyttats till det nya södra tornet.

#### Norra tornet
I det norra tornet hänger tre kyrkklockor. Samtliga tre klockor har kläppfångare. Storklockan (klocka 1) är omgjuten år 1926 av Ohlssons klockgjuteri i Ystad. Klockans diameter är 170 cm och den väger 3200 kg. På klockan finns en bild av Jungfru Maria med Jesusbarnet. Inskrift från Psaltaren 145. Denna Storklocka blev tidigare omgjuten av Änkan Maria Wetterholtz  Klockgjuteri, Malmö, år 1774. Mellanklockan (klocka 2) är gjuten år 1926 av Ohlssons klockgjuteri i Ystad. Klockans vikt är 1500 kg. Den tidigare klockan på platsen var först gjuten av Petrus Engrerjni och omgjuten 1706 av Lars Wetterholtz, Malmö. och sedan ännu en gång omgjuten av Änkan Maria Wetterholtz Klockgjuteri, Malmö, år 1774. Lillklockan "Birgers klocka" (klocka 3) är gjuten år 1513 i Köpenhamn. Klockan väger 1000 kg. I norra tornet hänger även ett klockspel, bestående av 26 klockor. Klockspelet göts år 2014 i Nederländerna. Det spelar dagligen kl. 9 och 15. Det har ersatt en tidigare klocka som var gjuten 1585. De tidigare inskriptionerna på Storklockan och gamla Mellanklockan samt borttagna Minsteklockan, finns upptecknade och bevarade i professorn och bibliotekarien Sommelii disputation 1755. de Templ. Cath. Lundens. förra Capitl. §:§. XXI, XXII.

#### Södra tornet
I det södra tornet hänger två kyrkklockor. Knutsklockan (klocka 4) är gjuten år 1559 av Iacob Holst i Lund. Klockans diameter är 109 cm och den väger 700 kg. Traditionsenligt ringer klockan varje dag kl.8 på morgonen och kl.21 på kvällen. "Klinkan" (klocka 5) hänger högst uppe i tornet. Klinkan är gjuten år 1739 i Malmö av Andreas Wetterholtz. Klockan väger 179 kg. Den används inte. 

## Entrén

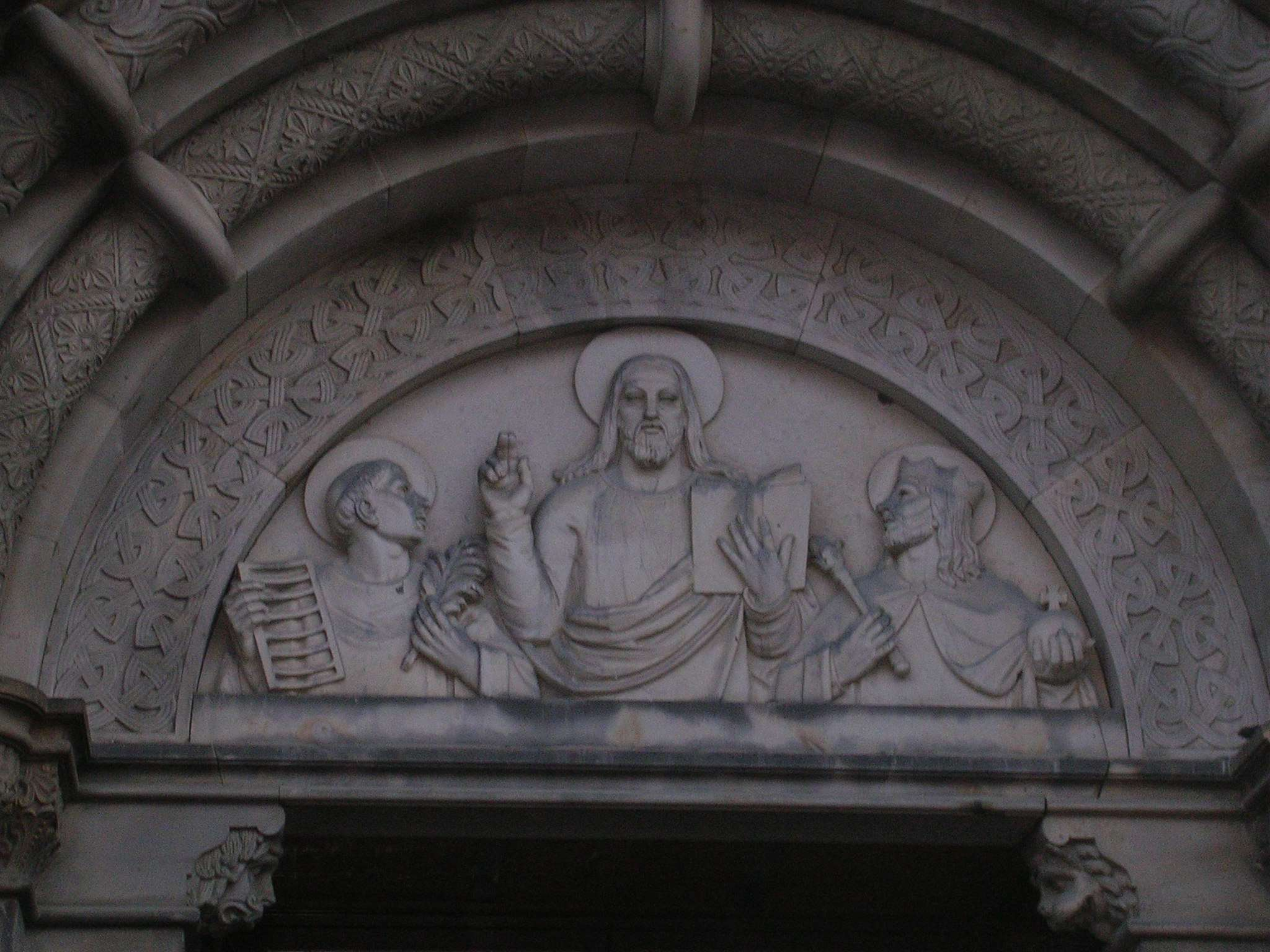
Tympanonen.

Som dörrar till huvudentrén finns två bronsdörrar skapade av Carl Johan Dyfverman. De innehåller sammanlagt 24 reliefer med motiv hämtade från Bibeln, främst Gamla testamentet. Ovanför dörren finns en gjuten tympanon av betong med tre män som motiv: Jesus Kristus, Knut den helige och Sankt Laurentius.

## Mittskeppet
Det är i mittskeppet som domkyrkans huvudgudstjänst på söndagar firas. Mittskeppet omsluts av åtta pelare på vardera sida som avgränsar mittskeppet från sidoskeppen. Taket över mittskeppet var ursprungligen av trä. På 1200-talet slogs sexkappiga valv som på 1800-talet byttes ut mot fyrkappiga.

### Kortrappan
Förr delades kyrkan upp i två delar av en fem meter hög mur kallad lektoriemur. Den skilde kyrkan i en del för prästerna och en för allmänheten. På 1800-talet revs denna mur och den nuvarande trappan byggdes. Vid kortrappan står två bronsänglar som tillverkades på 1200-talet i Tyskland. De är därmed domkyrkans äldsta inventarier. De avbildade änglarna är Mikael och Gabriel och de sitter på toppen av två höga pelare med hela lejon som fötter.

### Altaret

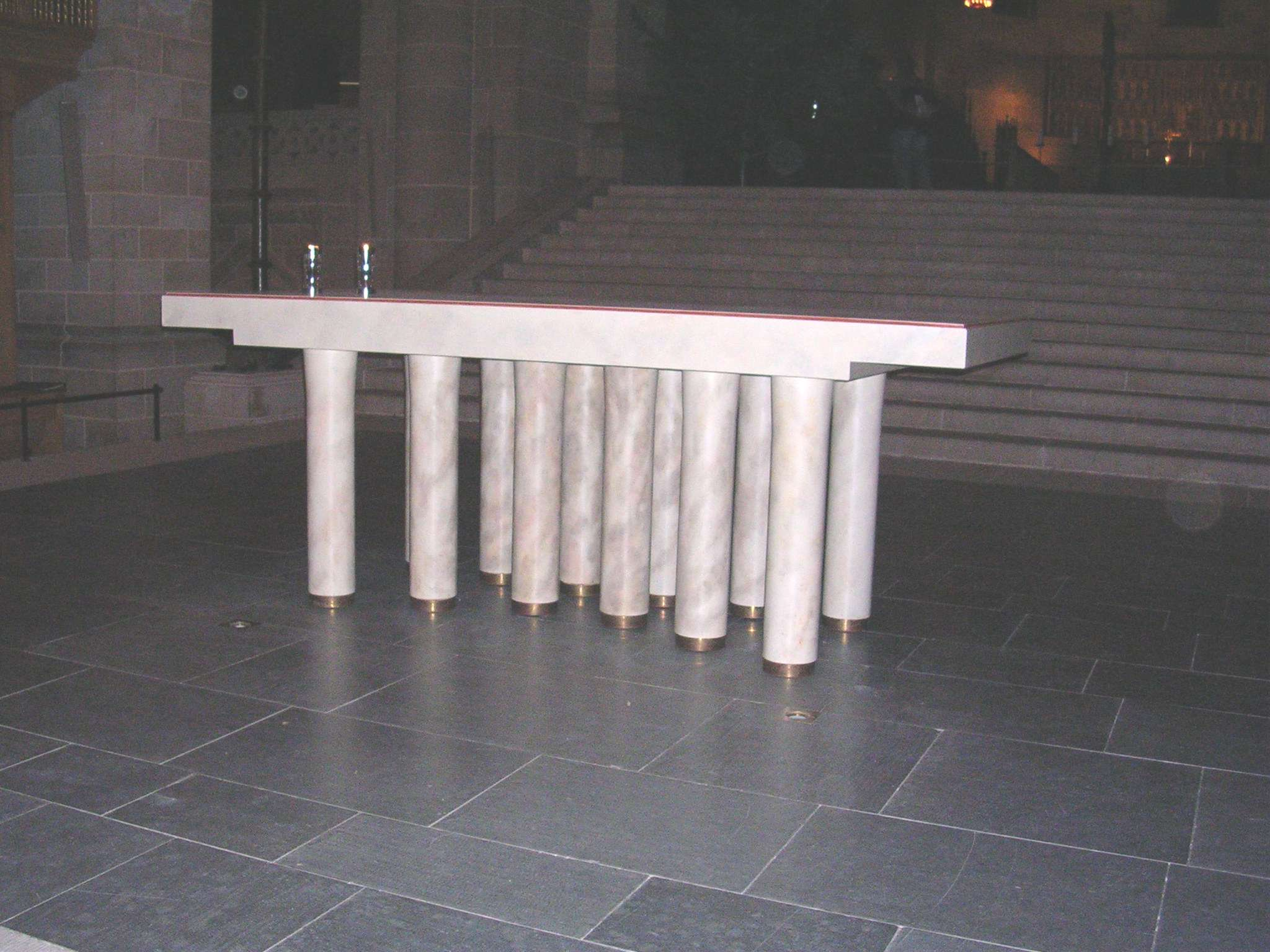
Det nya altaret.

Förr fanns altaret för de allmänna gudstjänsterna framför lektoriemuren. När denna revs saknade mittskeppet altare ända fram till 1990 då dagens altare, ritat av professor Janne Ahlin och utfört  av Roman Sokolowski, invigdes.

### Predikstolen

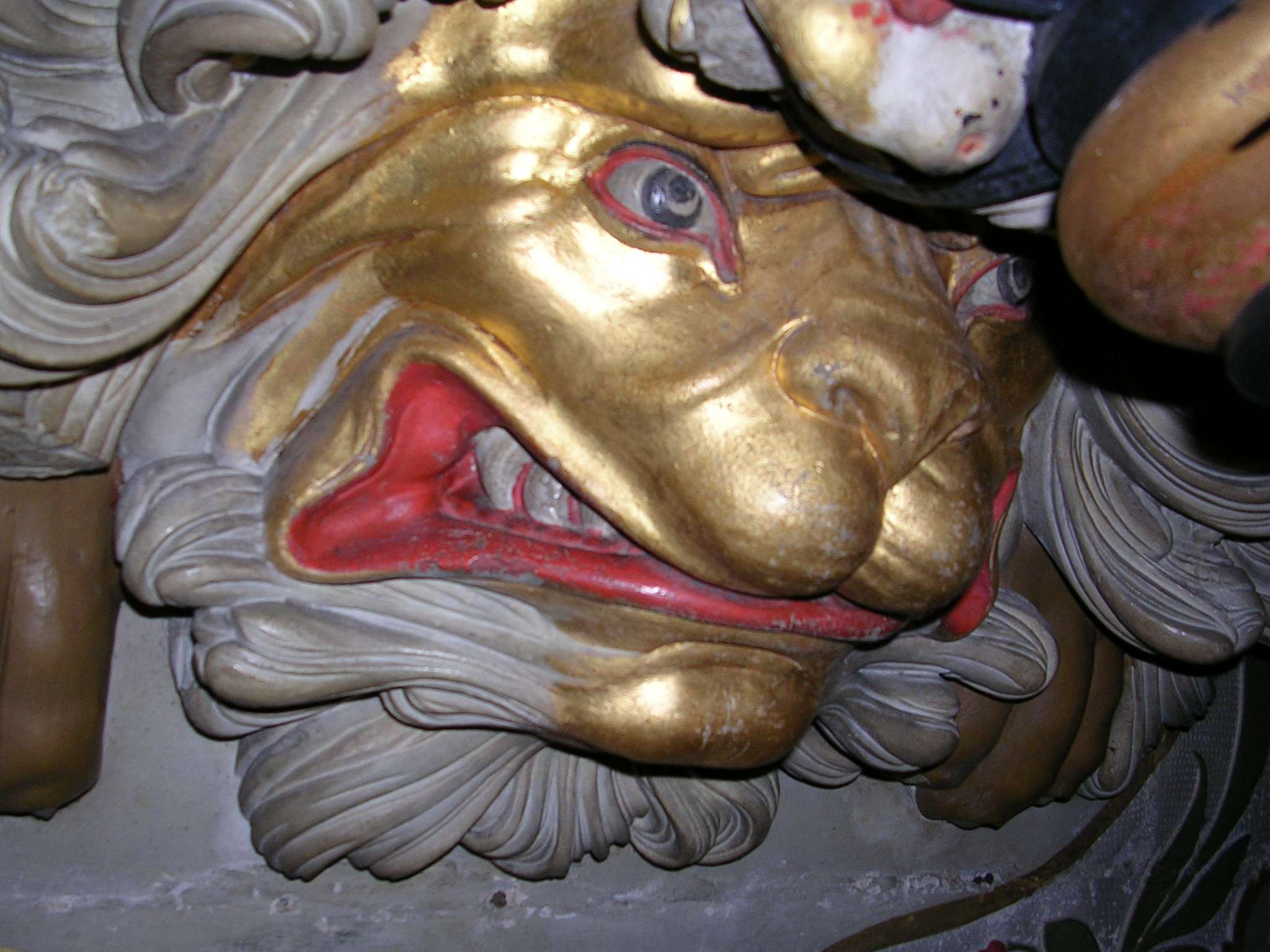
Rytande lejon på predikstolen.

Predikstolen finns i kyrkans mittskepp. Den tillverkades 1592 i sandsten, kalksten, marmor och alabaster. Bildhuggare var tysken Johannes Ganssog. På korgen finns reliefer föreställande fem olika scener ur bibeln. På den undre delen syns ett förgyllt lejonhuvud med tillhörande tassar.

### Sittplatser
Mittskeppets sittplatser består av flyttbara stolar.

## Högkoret

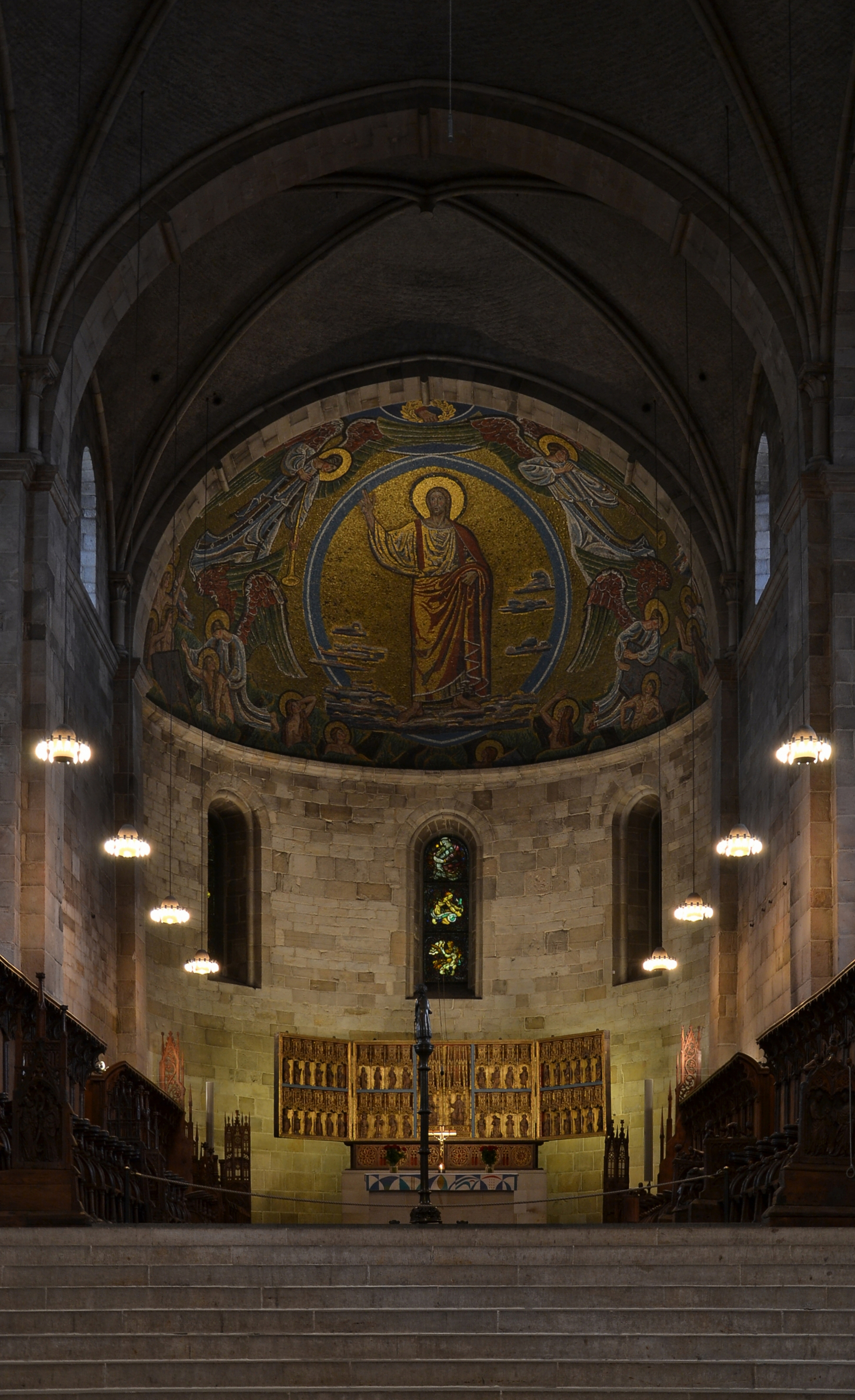
Högkoret

Domkyrkans högaltare invigdes 1145. Altarskåpet donerades till kyrkan 1398. 

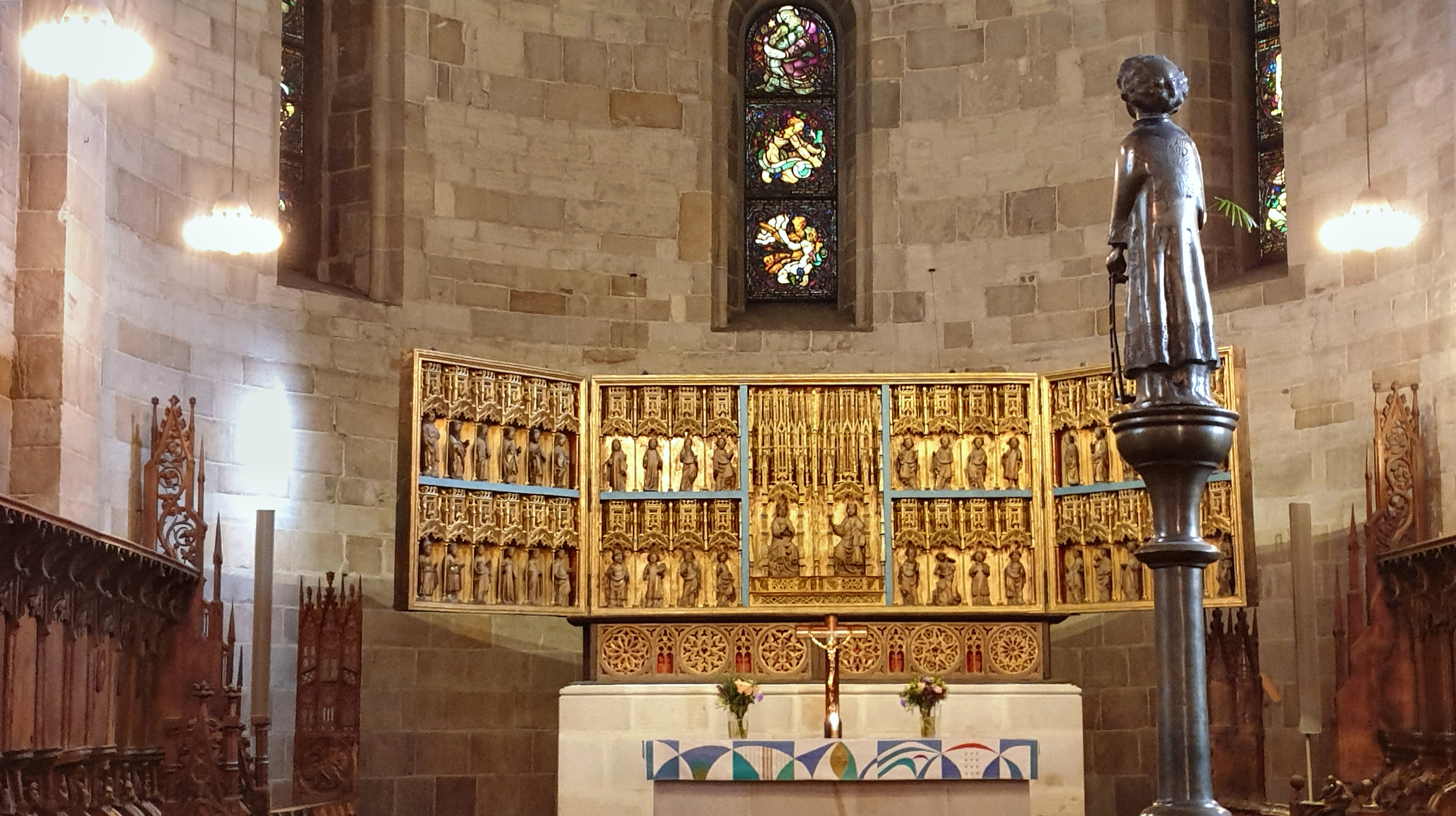
Altarskåpet.

Högkorets tak domineras av en sex meter hög absidmosaik föreställande Jesu återkomst, i gestalt av en Kristus Pantokrator. Den utfördes av Joakim Skovgaard 1925–1927. Som material till mosaiken har man använt glas från Venedig och natursten. Under mosaiken finns tre fönster med glasmålningar med motiv ur skapelseberättelsen utförda 1930 av Emanuel Vigeland.
Längs hela högkorets sidor står 78 korstolar av skånsk ek som härstammar från 1370-talet och används än idag till mindre gudstjänster. Dessa var ursprungligen avsedda för prästerna och hade då en annan placering i prästernas kyrkodel. Stolarna är rikt dekorerade med snidade bilder från bland annat Gamla testamentet.

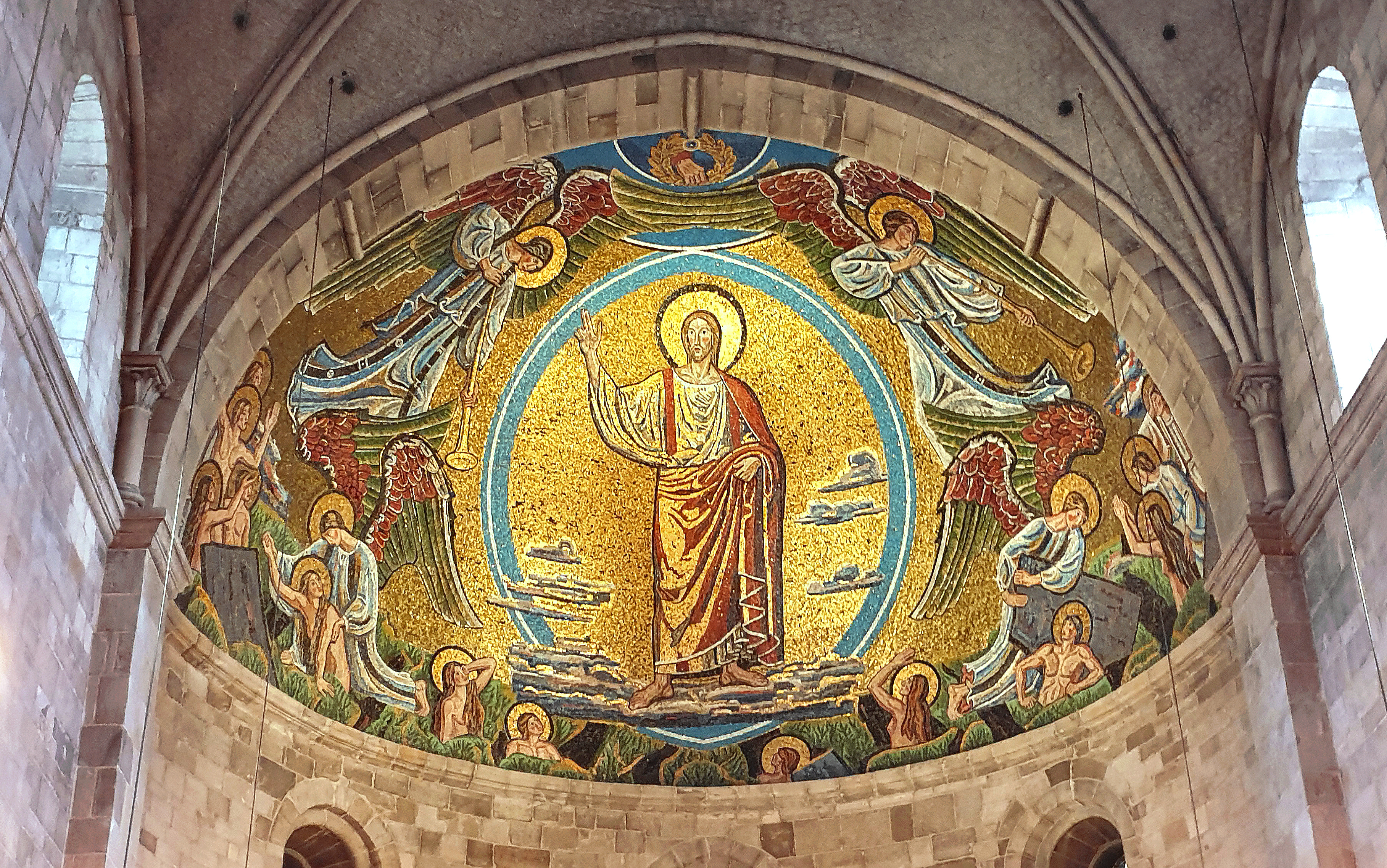
Mosaik.

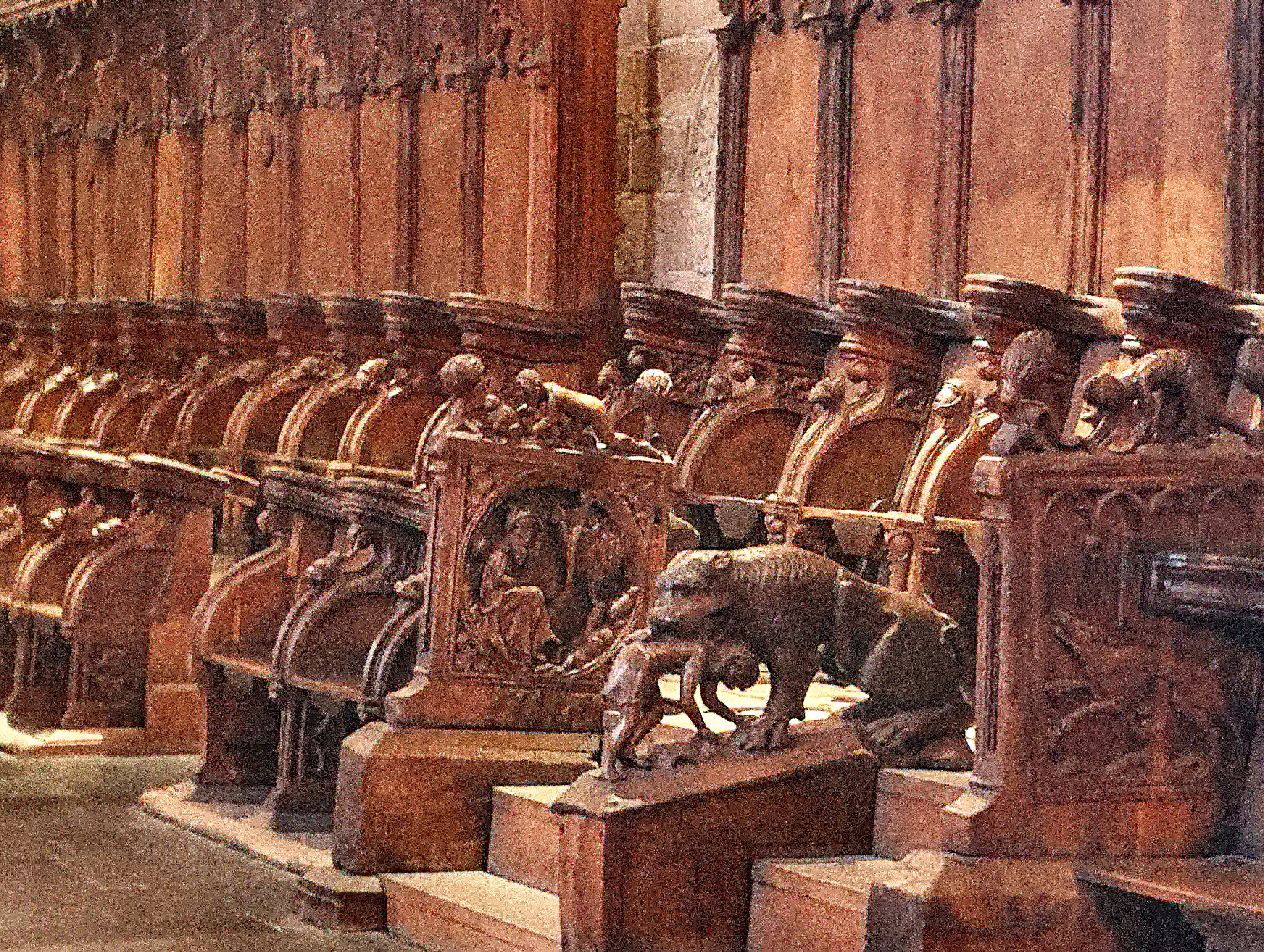
Korstolar, detalj.

## Dopkapellet

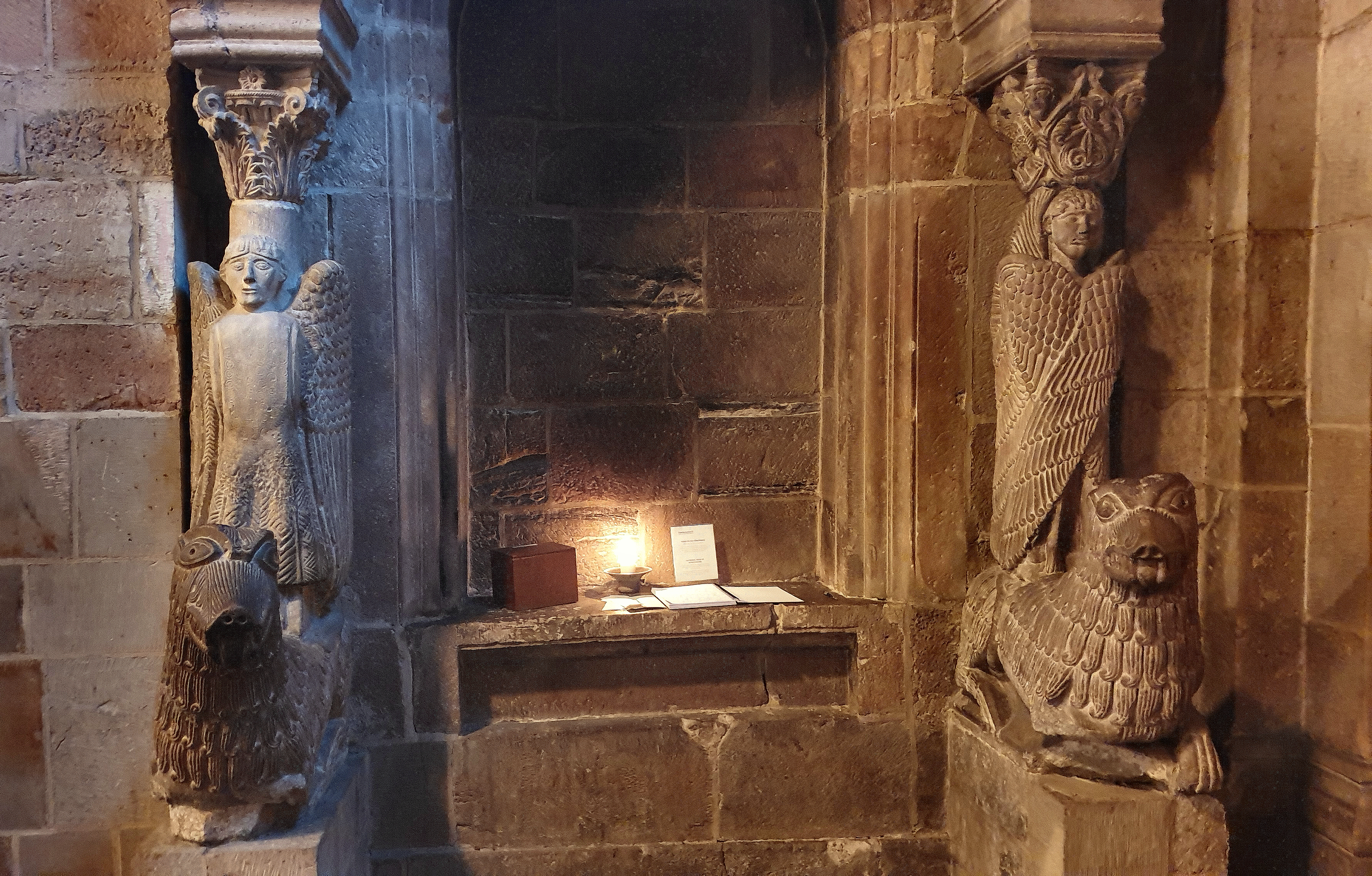
Skulptur i dopkapellet. Lejon och serafer.

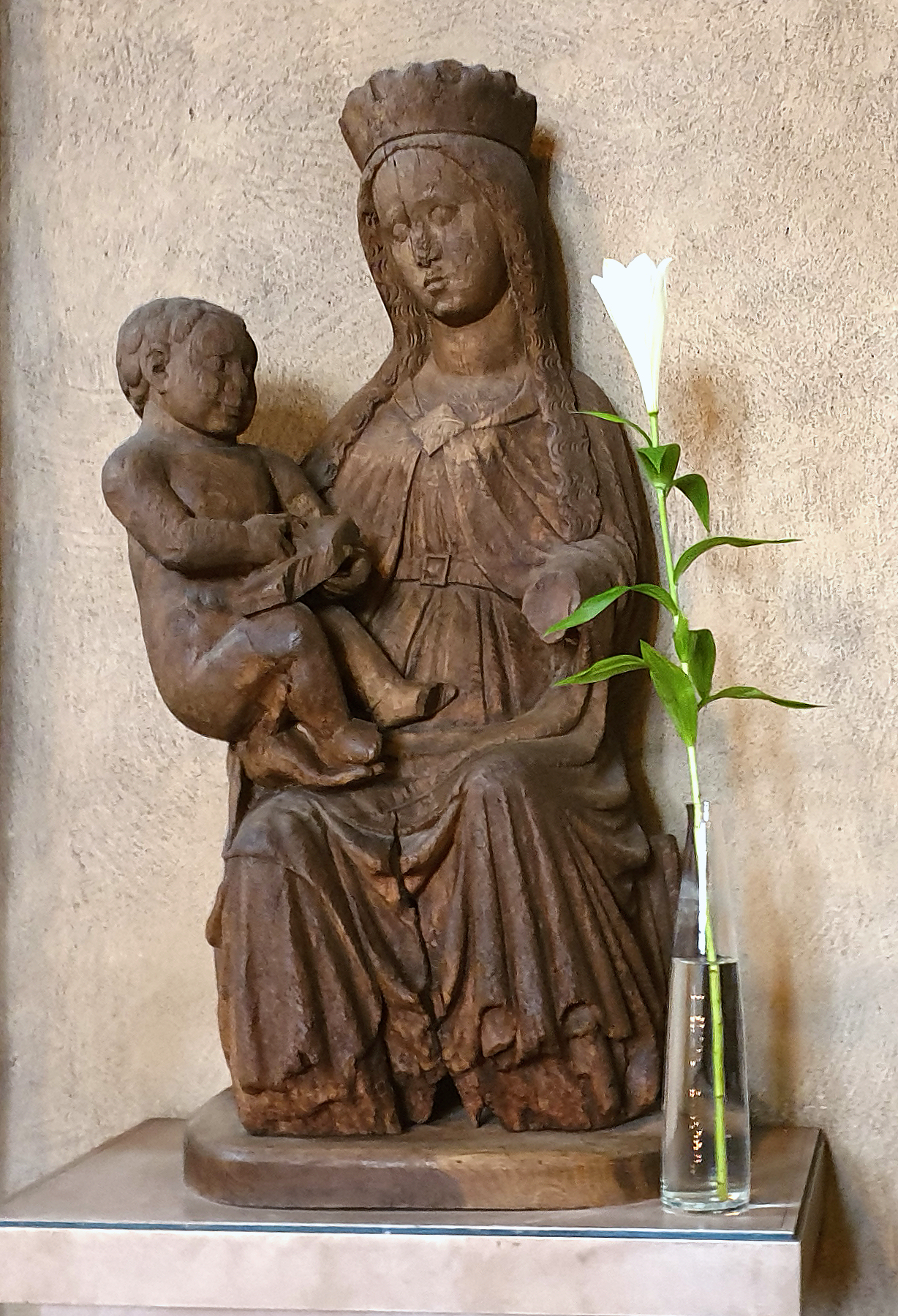
Jungfru Maria och Jesusbarnet, träskulptur.

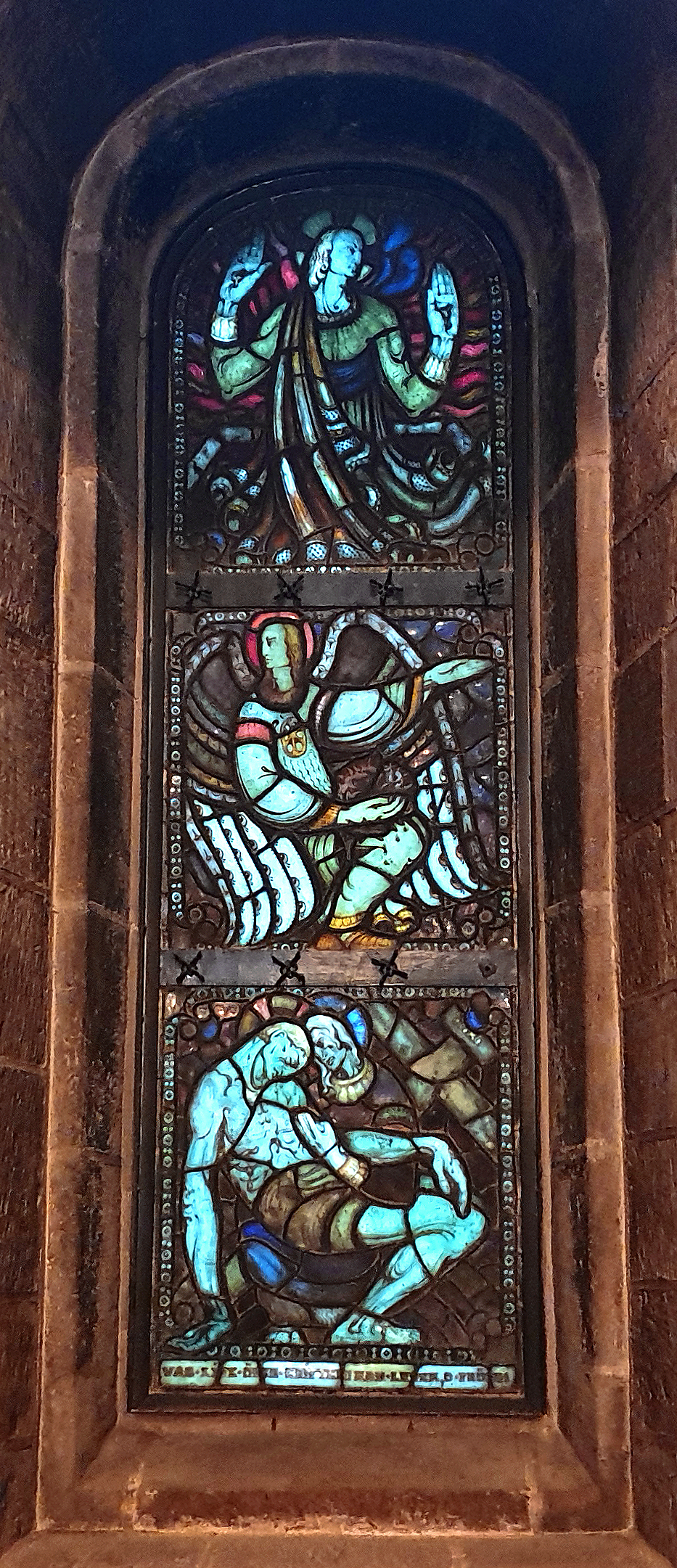
Glasmålning i dopkapellet.

Dopkapellet ligger i det norra tvärskeppet. Detta kapell används för mindre och mer privata andakter. Därför får man inte göra rundvandringar i detta kapell. Förr var dopkapellet ärkebiskopens eget kapell. Kapellets altare invigdes den 1 september 1146. Ovanför detta hänger en baldakin. En Mariaskulptur från 1300-talets äldre hälft finns placerad vid kapellets östra vägg. Dopfunten härstammar från 1200-talet och är huggen av kalksten från Gotland. På kapellets väggar i norr och öster finns målade fönster utförda 1930 av Emanuel Vigeland. På den östra väggen har fönstren doprelaterade motiv, medan den norra har motiv från Jesu gravfästelse och återuppståndelse. Förre ärkebiskopen Andreas Sunesens sarkofag finns placerad vid den norra väggen.
Domkyrkans nattvardssilver tillverkades 1995 av Magnus G:son Liedholm och förvaras i ett skåp i dopkapellet.

## Den sjuarmade ljusstakens kapell
Domkyrkans södra tvärskeppskapell domineras av en 3,5 meter hög sjuarmad ljusstake av brons. Ljusstaken ska påminna om templet i Jerusalem där en dylik ljusstake fanns. Den tillverkades vid 1400-talets slut av Harmen Bonstede i Hamburg. Till Lund skickades den i delar. Man kan fortfarande se märken efter monteringsanvisningarna. Vid foten finns fyra lejon. Mellan ljusarmarna och foten finns evangelisternas symboler. Ljusstaken var tidigare placerad i högkoret, liksom ett sakramentskåp och en officiantstol. Sakramentsskåpet är fem meter högt och har använts för förvaring av nattvardsbrödet. Officiantstolen är samtida med och har en utformning liknande korstolarna i högkoret och användes av prästerna.
På kapellets södra vägg finns en relief av sten föreställande domkyrkans tre beskyddare. Den dateras till ungefär 1510 och tillskrivs Adam van Düren. Under denna finns montrar med bland annat äldre biblar till allmän beskådan. Inmurad i den södra tvärskeppsmuren finns bakom ett stenblock kvarlevorna efter ärkebiskop Jacob Erlandsen som mördades på Rügen 1274 genom armborstskott genom huvudet. Hans grav påträffades på 1970-talet på platsen för den forna franciskanerklostret och flyttades till domkyrkan. En textplatta i trä markerar den nuvarande gravplatsen.

## Kryptan

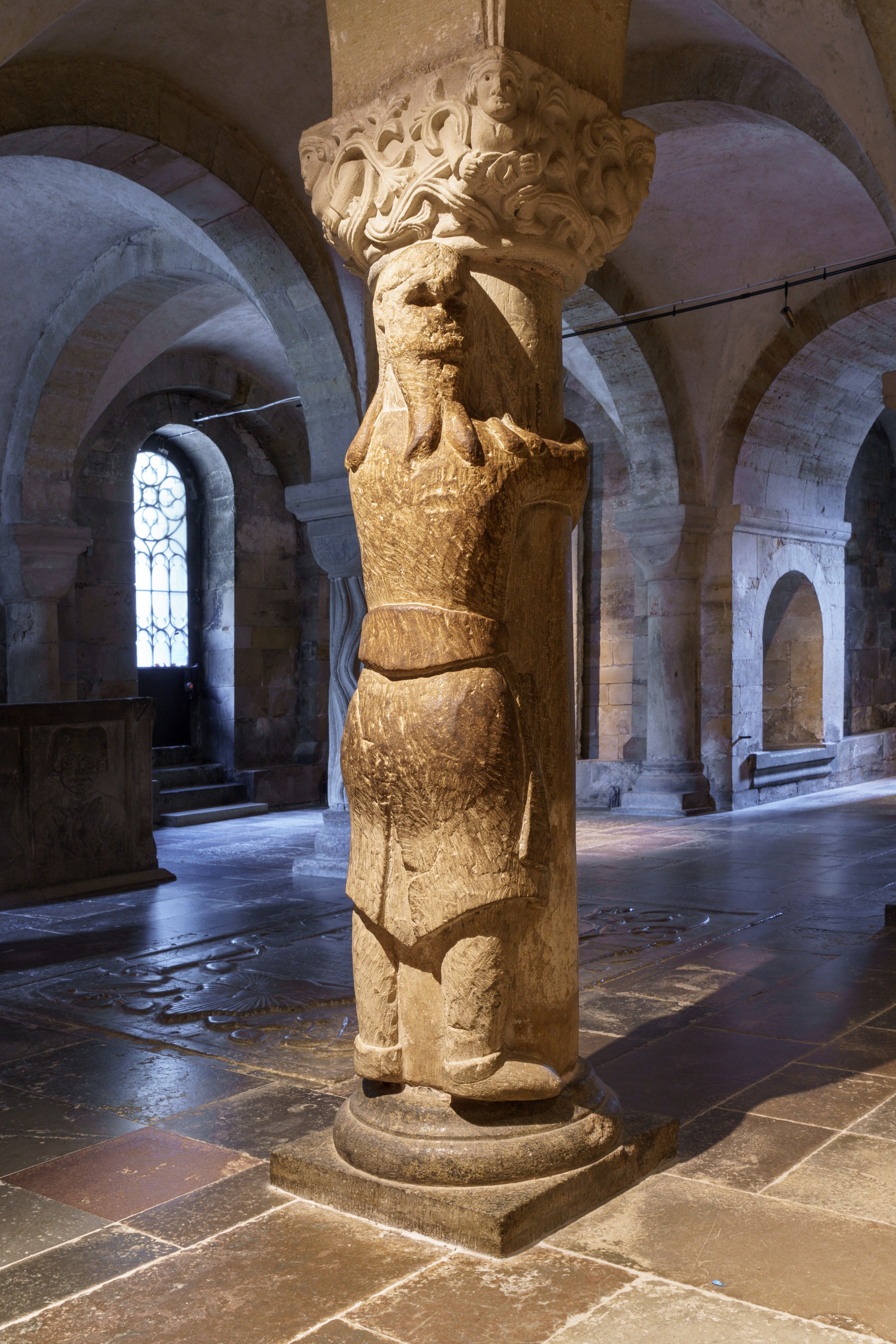
Jätten Finn i kryptan.

Lunds domkyrkas krypta har, arkitektoniskt sett, i stort sett förblivit orörd sedan 1123 (men används regelbundet för gudstjänster). Kryptan kännetecknas av sina många och tätt ställda pelare; de skiljer sig mycket från varandra stilmässigt. Mannen bakom utförandet anses vara kyrkans förste arkitekt, Donatus.

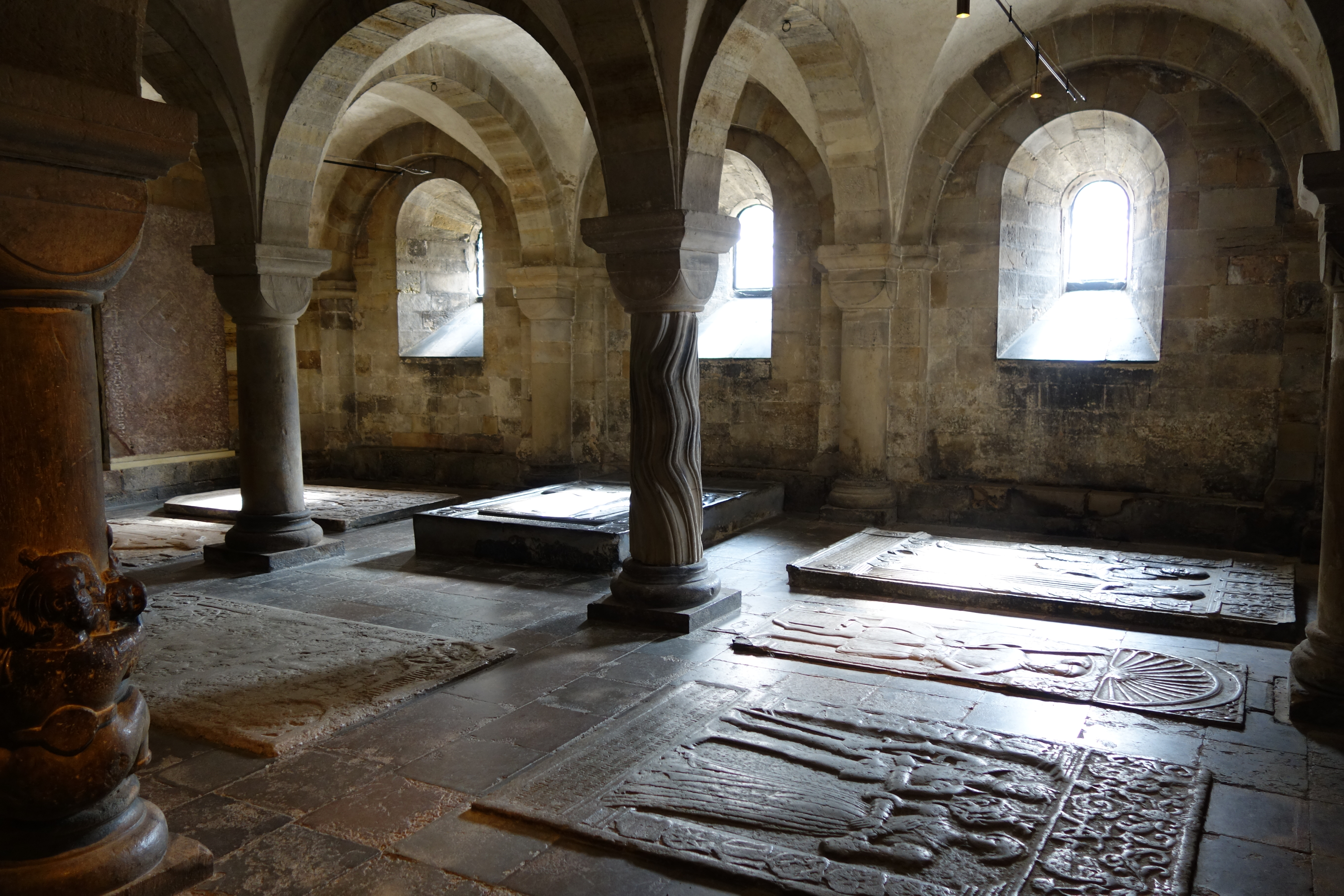
Vy över kryptan.

Den mest kända pelaren är den som Jätten Finn klamrar sig fast vid, enligt en sägen. En del menar dock att kolonnen ska föreställa bibelns Simson då han fattar om en pelare i guden Dagons tempel. Längre söderut finns ännu en gestalt vid en kolonn och dessutom en liten figur ovanför. Vilka personer dessa föreställer är ovisst. En del brukar kalla dessa gestalter för "Finns hustru och barn" (delvis skämtsamt).
Kryptans huvudaltare är det äldsta altaret i hela kyrkan. Det invigdes den 30 juni 1123 av ärkebiskopen Ascer. I kryptan finns flera sarkofager, kistor och gravhällar. Stenhuggaren Adam van Düren står bakom två konstverk i kryptan. Ett av dessa är en sarkofag till den siste ärkebiskopen Birger Gunnersen som står vid den tidigare altarplatsen. Det andra är ett brunnsfat vid en vattenkälla i kryptans norra del. På brunnskaret finns satyriska bilder och texter på plattyska.

## Det astronomiska uret

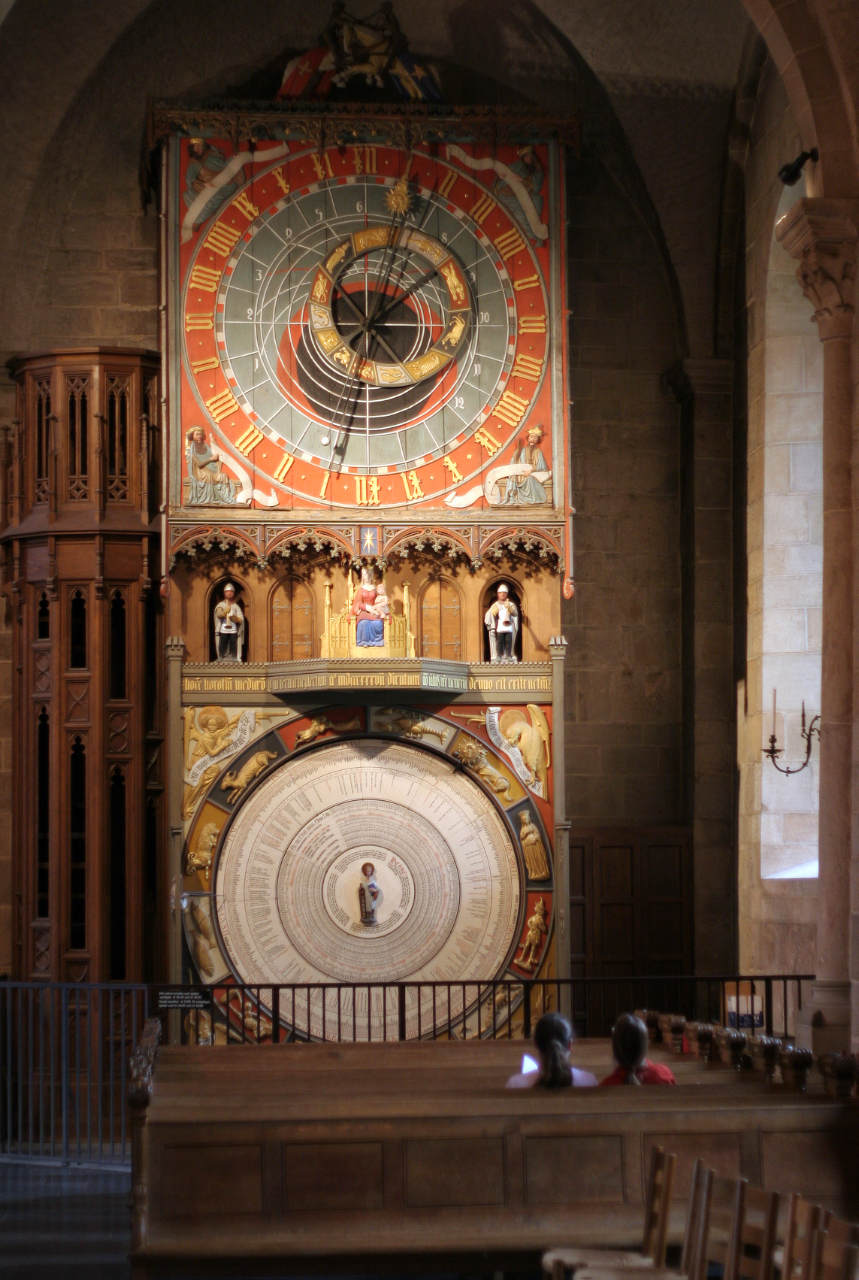
Det astronomiska uret.

I Lunds domkyrka finns ett astronomiskt ur, Horologium Mirabile Lundense, som både dendrokronologiskt, stilhistoriskt och arkivaliskt kan dateras till 1422–25, dvs då drottning Filippa var riksföreståndare i Sverige, Danmark och Norge. Det finns en detaljerad beskrivning av uret från 1580-talet då det fortfarande fungerade, men under 1600-talet gick det i stå och ersattes av andra mer tidsenliga ur, medan det fortsatt fick stå kvar och betraktades med viss vördnad. Slutligen revs det ned 1837. Under 1900-talets två första decennier rekonstruerades uret av Julius Bertram-Larsen och Theodor Wåhlin, då den ursprungliga urtavlan åter kom i bruk liksom två av de tre viktiga kugghjulen i visarverket (kugghjulen för ekliptikavisaren och solvisaren). De ursprungliga delarna av mittpartiet liksom ramen omkring den nedre urtavlan med kalendariet som finns på domkyrkomuseet kopierades omsorgsfullt av Malmöskulptören Anders Olson.
Uret ingår i en grupp senmedeltida astronomiska praktur som förekommer i Hansastäderna i norra Tyskland och Polen, och som ingående har studerats och beskrivits av den tyska forskaren Manfred Schukowski. Han har i de bevarade hjulen i visarverket funnit en mekanisk finess som så att säga är Rostockurmakaren Nicolaus Lilienvelds signatur. Förutom dessa två kugghjul finns även ett ursprungligt kronhjul till kalendertavlan samt alla tre visare till den ursprungliga urtavlan bevarade. Det nuvarande urverket är från 1706, hopmonterat av Bertram-Larsen som också bytte ut vissa skadade delar och dessutom skapade geniala lösningar för kalenderverket och vissa monteringar.
När uret spelar kan man höra In dulci jubilo från kyrkans minsta orgel samtidigt som sju träfigurer, föreställande stjärntydarna och dessas respektive tjänare, passerar domkyrkans ena skyddshelgon Maria med Jesusbarnet. Uret spelar två gånger om dagen, klockan 12.00 och 15.00 varje dag, förutom söndag då den tidigare spelningen sker 13.00 för att inte störa högmässan. Orgeln i uret är byggd 1923 av Imanuel Starup i Köpenhamn. Orgeln har två stämmor som spelar varsin stämma i det tvåstämmiga arrangemanget på In dulci jubilo. Diskantstämman är Oboe 8’ och har piporna a0, h0, c1, d1, e1, f1, g1 och a1. Basstämman är Clarinette 8’ och har piporna c0, d0, e0, f0, f#0, g0, a0, h0, c1, d1. Totalt 18 pipor.
Överst på uret finns två riddare, som markerar timslagen.
Den övre urtavlan är det astronomiska uret. Den fungerar som en vanlig klocka, med solvisaren som timvisare. Dock har urtavlan 24 timmar, dvs den tid det tar för solen att skenbart företa ett varv runt jorden. Här visas också kvartstimmar, månens position på himlen över Lund och dess olika faser; solens position och därför också när denna går upp respektive ner och var någonstans längs med Lunds horisont detta sker. Den tredje visaren är ekliptikavisaren, som visar var på ekliptikan (solbanan i Djurkretsen) solen respektive månen just nu befinner sig, dvs inte bara i vilket tecken utan också var någonstans i tecknet, med en sådan noggrannhet att det med litet övning är möjligt att även ungefärligt avläsa dagens datum.
Den undre urtavlan är en kalender. Den visar när fastan inleds, och när påsk och pingst infaller. Med hjälp av tabellen kan man räkna ut den speciella veckodagen för ett vilket som helst datum mellan 1923 och 2123. Mitt i kalendern står Sankt Laurentius domkyrkans andra skyddshelgon och vid sidorna finns de fyra evangelisternas symboler. Nuvarande urtavla räcker alltså till år 2123, sedan måste den uppdateras. 
Hösten 2009 och vintern 2010 genomgick uret en omfattande renovering. Återinvigningen ägde rum den 27 april 2010.
(ref Lone Mogensen red: Det underbara uret i Lund. Historiska Media 2008)

## Södra sidoskeppet
I domkyrkans södra sidoskepp finns en informationsdisk, en ljusglob samt diverse utställningar.

## Orglar
I Lunds domkyrka finns fem orglar. Den största är läktarorgeln som byggdes 1932–1934 av det danska företaget Marcussen & Søn. Läktarorgeln har 102 stämmor fördelat på fyra manualer och pedal. Tillsammans blir detta 7 074 pipor. Den minsta orgeln finns i det astronomiska uret. Den spelar In dulci jubilo dagligen. De tre andra orglarna finns i kryptan, dopkapellet och koret.
- På 1200-talet fanns det en orgel i kyrkan.
- 1626 byggde Johan Lorentz den äldre en orgel med 24 stämmor,[källa behövs] på östra sidan över altaret. Alla orgelns pipor tillverkades i metall och manualomfånget är C–c2 med kort oktav. Den är stämd i korton. Orgeln reparerades 1669 och har sedan dess reparerats flera gånger.[10]

| Manual I       | Bröstpositiv II | Pedal         | Övrigt             |
| Principal 16'  | Gedackt 8'      | Untersats 16' | Två Cymbelstjärnor |
| Oktava 8'      | Oktava 4'       | Oktava 8'     | Sex bälgar         |
| Gedackt 8'     | Gedackt 4'      | Oktava 4'     |                    |
| Oktava 4'      | Gemshorn 2'     | Cornettin II  |                    |
| Blockflöjt 4'  | Sesquialtera II | Basun 16'     |                    |
| Kvinta 3'      | Scharf II       | Trumpet 8'    |                    |
| Superoktava 2' | Mixtur III      |               |                    |
| Mixtur IV      | Krumhorn 8'     |               |                    |
| Trumpet 8'     | Tremulant       |               |                    |
| Skalmeja 4'    |                 |               |                    |

- 1836 byggde Pehr Zacharias Strand, Stockholm en orgel med 61 stämmor.
- 1873-1876 fanns en interimsorgel i kyrkan. Den var byggd av Marcussen & Søn, Danmark och flyttades 1876 till Saxtorps kyrka.
- 1874-75 byggde Marcussen & Søn, Aabenraa, Danmark en orgel med 61 stämmor. Orgeln var en ombyggnation av 1836 års orgel och blev besiktigad av professor Mankell, kapellmästare Wilhelm Gnosspelius och orgelbyggaren Carl Johan Lund [11] och hade följande disposition[12] (1911):

| Manual I (C-f³)    | Manual II (C-f³)  | Manual III (C-f³)   | Manual IV (C-f³)  | Pedal I (C-d¹) | Pedal II (C-d¹)     | Koppel |
| ------------------ | ----------------- | ------------------- | ----------------- | -------------- | ------------------- | ------ |
| Principal 16'      | Principal 16'     | Borduna 16'         | Principal 8'      | Principal 16'  | Untersatz 32'       | I/P    |
| Borduna 16'        | Fugara 16'        | Principal 8'        | Viola 8'          | Subbas 16'     | Violon 16'          | II/I   |
| Oktava 8'          | Borduna 16'       | Violin 8'           | Harmonika 8'      | Oktava 8'      | Bordunqvint 10 2/3' | III/I  |
| Vox Retusa 8'      | Oktava 8'         | Vox vinolata 8'     | Dubbelflöjt 8'    | Violoncell 8'  | Salicet 8'          | IV/I   |
| Spetsflöjt 8'      | Flauta cuspida 8' | Fugara 8'           | Voix céleste 8'   | Dubbelflöjt 8' | Oktava 4'           | III/II |
| Oktava 4'          | Viola di gamba 8' | Oktava 4'           | Oktava 4'         | Oktava 4'      | Kontrabasun 32'     | IV/III |
| Spetsflöjt 4'      | Kvintadena 8'     | Flûte harmonique 4' | Rörflöjt 4'       | Basun 16'      |                     | I 4'/I |
| Täckt kvint 5 1/3' | Oktava 4'         | Flauto di Pan 2'    | Valtflöjt 2'      | Trumpet 8'     |                     |        |
| Oktava 2'          | Gambetta 4'       | Mixtur III          | Eufon 8'          | Trumpet 4'     |                     |        |
| Sesquialtera II    | Rörflöjt 4'       | Trumpet 8'          | Fagott-Oboe 8'    |                |                     |        |
| Mixtur IV          | Kornett III       | Valthorn 8' B       | Crescendosvällare |                |                     |        |
| Trumpet 16'        | Korno 8'          | Klarinett 8' D      |                   |                |                     |        |
| Trumpet 8'         |                   | Crescendosvällare   |                   |                |                     |        |

- Den nuvarande orgeln byggdes 1932-1934 av Marcussen & Søn, Aabenraa, Danmark, där Poul-Gerhard Andersen (1904-1980) som firmans ledare för Köpenhamnsavdelningen sedan 1931, förestod arbetet, och är en elektrisk orgeln med slejflådor. Orgeln har fria och fasta kombinationer. Fasaden är från 1876 års orgel. 1992 renoverades den av samma firma. då den fick ett nytt spelbord och nytt elektriskt överföringssystem.

| Manual I           | Manual II               | Manual III        | Manual IV           | Pedal               | Koppel |
| Principal 16´      | Principal 8´            | Quintadena 16´    | Spetsgedackt 16'    | Principal 32'       | I/P    |
| Borduna 16'        | Fugara 16'              | Principal 8'      | Principal 8'        | Principal 16'       | II/P   |
| Principal 8'       | Principal 8'            | Flauto cuspido 8' | Nachthorn 8'        | Subbas 16'          | III/P  |
| Octava 8'          | Spetsflöjt 8'           | Gedackt 8'        | Flöjt 8'            | Gedacktbas 16'      | IV/P   |
| Gemshorn 8'        | Gedackt 8'              | Salicional 8'     | Quintadena 8'       | Violin 16'          | II/I   |
| Rörflöjt 8'        | Vox vinolata 8'         | Viola di Gamba 8' | Viola 8'            | Salicetbas 16'      | III/I  |
| Gedacktpommer 8'   | Octava 4'               | Octava 4'         | Celeste 8'          | Quinta 10 2/3'      | IV/I   |
| Gamba 8'           | Flûte octaviante 4'     | Gemshorn 4'       | Octava 4'           | Octava 8'           | III/II |
| Quinta 5 1/3'      | Quintadena 4'           | Gambetta 4'       | Rörflöjt 4'         | Dubbelflöjt 8'      | IV/II  |
| Octava 4'          | Spetsquint 2 2/3'       | Rörquint 2 2/3'   | Octava 2'           | Gedackt 8'          | IV/III |
| Spetsflöjt 4'      | Gemshorn 2'             | Octava 2'         | Blockflöjt 2'       | Violoncello 8'      |        |
| Gedacktflöjt 4'    | Quartian 2 2/3' + 2'    | Rörflöjt 2'       | Quinta 1 1/3'       | Quinta 5 1/3'       |        |
| Quinta 2 2/3'      | Terzian 1 3/5' + 1 1/3' | Terz 1 3/5'       | Octava 1'           | Octava 4'           |        |
| Octava 2'          | Scharf 4-6 chor         | Hålquint 1 1/3'   | Sesquialtera 2 chor | Rörflöjt 4'         |        |
| Cornett 4 chor     | Dulcian 16'             | Septima 1 1/7'    | Scharf 4 chor       | Nachthorn 2'        |        |
| Mixtur 5-8 chor    | Corno 8'                | Sifflöjt 1'       | Rankett 16'         | Flûte octaviante 1' |        |
| Quintcymbel 3 chor | Clarino 4'              | Mixtur 5 chor     | Oboe 8'             | Cornett 4 chor      |        |
| Trumpet 16'        |                         | Terzcymbel 3 chor | Vox humana 8'       | Mixtur 6-10 chor    |        |
| Trumpet 8'         |                         | Fagott 16'        | Regal 4'            | Contrabasun 32'     |        |
|                    |                         | Trumpet 8'        | Tremulant           | Basun 16'           |        |
|                    |                         | Krumhorn 8'       | Crescendosvällare   | Regal 16'           |        |
|                    |                         | Skalmeja 4'       |                     | Trumpet 8'          |        |
|                    |                         | Tremulant         |                     | Trumpet 4'          |        |
|                    |                         | Crescendosvällare |                     | Cornett 2'          |        |

### Kororgel
- 1958 byggde A. Mårtenssons Orgelfabrik AB, Lund en kororgel med 6 stämmor. Orgeln flyttades 1974 till Sankt Knuts kyrka, Lund.
- Den nuvarande orgeln byggdes 1977 av  Paul Gerhard Andersen's Orgelbyggeri, Köpenhamn och är en mekanisk orgel.

| Huvudverk I         | Bröstverk II      | Pedal        | Koppel |
| Principal 8'        | Gedakt 8´         | Subbas 16´   | I/P    |
| Blokfløjte 8'       | Spidsgamba 8'     | Oktav 8'     | II/P   |
| Oktav 4'            | Kobbelfløjte 4'   | Gedakt 8'    | II/I   |
| Italiensk Fløjte 4' | Gemshorn 2'       | Quint 5 1/3' |        |
| Nasat 2 2/3'        | Fløjte 4'         |              |        |
| Oktav 2'            | Scharf II         | Quartian II  |        |
| Tertz 1 3/5'        | Pegal 8'          | Fagot 16'    |        |
| Mixtur V            | Tremulant         |              |        |
| Trompet 8'          | Crescendosvällare |              |        |

### Flyttbart positiv
- Det flyttbara positivet byggdes 1974 av Paul Gerhard Andersen's Orgelbyggeri, Köpenhamn och är en mekanisk orgel.

| Manual       |
| Gedakt 8'    |
| Rørfløjte 4' |
| Principal 2' |
| Quint 1 1/3' |

### Kryptan
- Orgeln i kryptan byggdes 1965 av Paul Gerhard Andersen's Orgelbyggeri, Köpenhamn och är en mekanisk orgel.

| Manual F-g3  |
| Rørgedakt 8' |
| Rørfløjte 4' |
| Principal 2' |
| Oktav 1'     |

### Diskografi
Inspelningar av musik framförd på kyrkans orglar.
- Organa cathedralis / Janacek, Bedrich, orgel. MC. Malmö audioproduktion 83-03. 1983.
- Karl-Erik Welin orgel. LP. Caprice CAP 1108. 1976.
- Verk av Rosenmüller, Janacek, Dvorák / Hagnell, Torsten, baryton ; Janacek, Bedrich, orgel. MC. The Big Ben Phonogram Company 574-001. 1989.

## Funktioner
Förutom kyrkliga funktioner är domkyrkan även platsen för den högtidliga doktorspromotionen. Också Lunds kommuns officiella firande av Sveriges nationaldag har vid ett antal tillfällen ägt rum i domkyrkan.

## Domkyrkoforum
I kvarteret söder om domkyrkan tillkom 2011 Domkyrkoforum, ett besökscenter med butik och lokaler för konserter, konferenser och administration. 

## Statyer

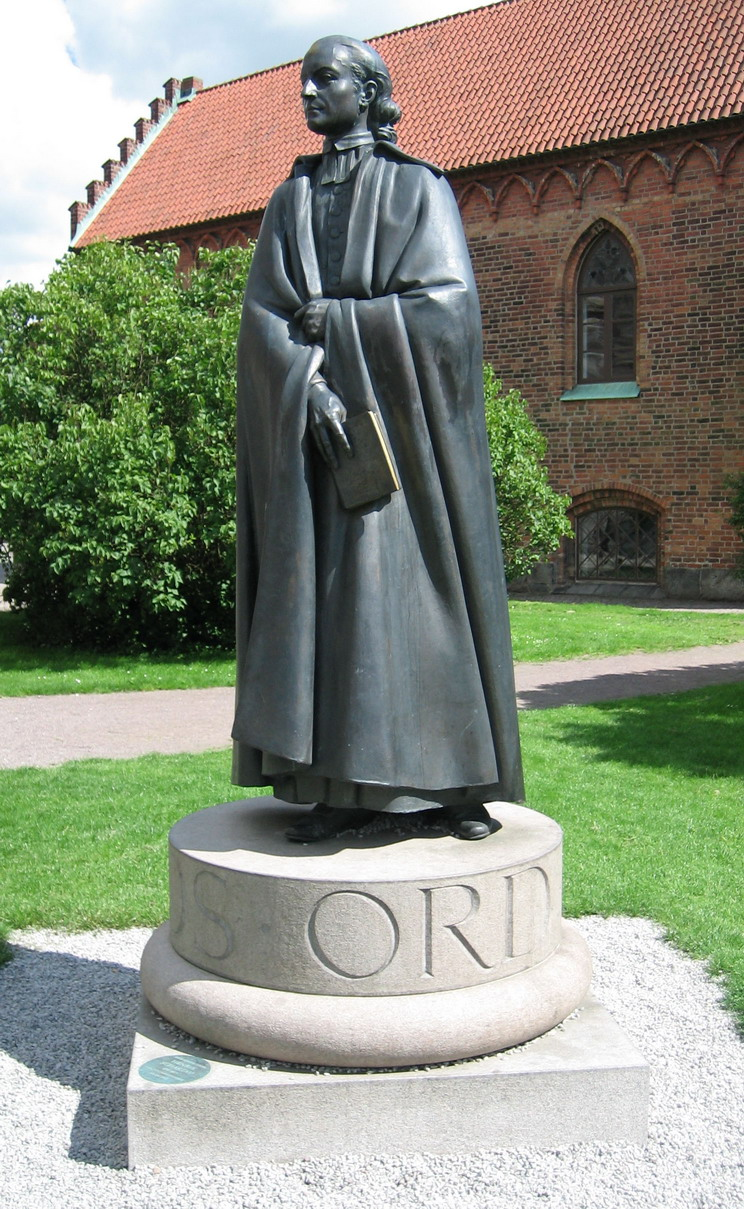
Bronsstaty föreställande Henric Schartau utanför Lunds domkyrka. Gjord av Peter Linde 2003.

Prästen och väckelsepredikanten Henric Schartau står staty vid Lunds domkyrka. Statyn, gjord av Peter Linde, var en gåva till domkyrkorådet som togs emot av Christina Odenberg och avtäcktes i slutet av oktober 2003 av K G Hammar. Planerna på en staty hade dock funnits under större delen av 1900-talet.

## Domkyrkoarkitekter (i urval)
- Carl Georg Brunius (1837–1859)
- Helgo Zettervall (1860–1902)
- Theodor Wåhlin (1902–42)
- Eiler Græbe (1944–67)
- Carl-Axel Acking (1970–77)
- Erik Wikerstål (2007-)